# Lisa Nordén
Lisa Nordén, född 24 november 1984 i Kristianstad, är en svensk triathlet.
Nordén tävlar för Kristianstads Triathlon Klubb och bor i Norrtälje. Hon är Sveriges bästa triathlet och representerade ensam Sverige i triathlon vid OS i Peking 2008. Vid OS i London 2012 tog hon silver, slagen med endast 9 tusendelar i en hård spurtstrid. Nordén tränades tidigare av Darren Smith. Hon fick motta Svenska Dagbladets guldmedalj 2012 samt kort därefter Jerringpriset 2013.

## Biografi

### Tidiga år
Som ung sysslade hon med hästsport, inte minst fälttävlan, och hon la ner mycket tid på det. År 2000 provade hon på en lokal triathlontävling i Skåne och tyckte om det.
År 2002 beslutade hon satsa på triathlon, när hennes häst blivit långtidsskadad, och hennes familj dessutom inte hade de pengar som skulle behövas för en elitsatsning på ridsport, bland annat på en bättre häst. Hon blev ganska snabbt bästa svenska fast hon fortfarande var junior.

### 2007 och 2008
Nordén var i början på 2007 ganska okänd i världselitsammanhang, men under året vann hon U23-VM, vilket visade på potential.
Nordén hade placeringarna 2, 3 och 5 i världscupen 2008 och brons i EM under våren 2008 (och 20:e i VM 2008).
I OS 2008 kom hon på 18 plats. Hon hängde som väntat inte med i simningen. Cyklingen gick mycket snabbt i den 20-hövdade tätklungan och Nordén kunde inte hämta in på den, då hon delvis fick dra andraklungan själv. Hon tog några placeringar på löpningen. Vanligen,  inklusive för damerna i OS 2004 och herrarna i OS 2008, går cyklingen inte så fort så långsammare simmare kan komma ikapp.
Under hösten 2008 vann hon en tävling i världscupen, i Lorient, Frankrike. Hon vann också SM på olympisk distans överlägset.

### 2009 och 2010
Under 2009 har hon också haft framgångar, särskilt segern i tävlingen VM-serien i Yokohama. Hon har också haft tre andraplatser i denna VM-serie. Hon har förbättrat simningen. Hon tog silver i VM som från 2009 baserades på en hel serie tävlingar. I sluttävlingen som väger extra tungt i serien förlorade hon spurten mot VM-vinnaren Emma Moffatt. Hon vann sedan två tävlingar i USA:s tävlingsserie. Hon nominerades i slutet av året till att få priset "Årets kvinnliga idrottare" och hon erhöll priset Skånebragden.
2010 års säsong inleddes med ryggproblem som hindrade en del träning. De första tävlingarna gick lite tyngre. Men i juli tog hon brons på EM i Athlone, Irland. Och sedan vann hon VM-deltävlingen i Hamburg. Den 21 augusti bärgade hon historiens första VM-guld i triathlonsprint. Hon placerade sig på 4:e plats i den avslutande deltävlingen i VM-serien. Därmed tog hon VM-brons efter Emma Moffat (AUS) och Nicola Spirig (SUI). Liksom året innan fick hon priset som Skånes bästa idrottare, Sydsvenska Dagbladets Skånebragden – den första som fått utmärkelsen två år i rad.

### 2011 och 2012
För 2011 var planen att delta i alla sex VM-serietävlingar på olympisk distans, på VM i sprintdistans, på EM i olympisk distans, och fyra andra triathlontävlingar (i Australien och USA)
På grund av en fotskada tvingades hon avstå flera VM-tävlingar. Hon deltog i de planerade tävlingarna i augusti och september, och fick resultat hon ansåg vara framgångar med tanke på den stora bristen på löpträning som skadan inneburit. Hon blev åtta på VM i sprintdistans, fyra, sjua, nia, tolva och 30:e på VM-serietävlingarna. Totalt blev hon nia i VM-serien. Hon vann en tävling i USA, Hy-Vee i Des Moines.
Vid OS 2012 i London vann Lisa Nordén silvermedaljen i triathlontävlingen. Hon hamnade vid målsnöret nio tusendelar av en sekund efter vinnaren Nicola Spirig. Bara några veckor innan loppet hade Nordén dragits med en knäskada som gick över innan tävlingen. Hon såg sig själv som en möjlig medaljkandidat, även om den svenska pressen inte riktigt räknat med det.
Lisa Nordén fick avstå från flera VM-deltävlingar på grund av skada, och missade också träning. Ändå blev hon tvåa i VM-deltävlingen i Kitzbühel i juni, efter spurtförlust mot Nicola Spirig.
Den 11 augusti 2012 blev hon svensk mästare i sprintdistans vid tävlingarna i Jönköping.
Hon vann sedan två VM-deltävlingar, i Stockholm och Yokohama, vilket gjorde att hon låg på andra plats i sammandraget inför sista deltävlingen i världsmästerskapen på olympisk distans som avgjordes i Auckland, Nya Zeeland, den 20 oktober. För att vinna VM skulle det krävas en placering topp åtta och bättre placering än totalledaren Erin Densham. Natten till 20 oktober blev Lisa Nordén matförgiftad. Hon fick vätskeersättning på sjukhus efter flera timmars illamående, men kunde ändå ställa upp i finaltävlingen. Erin Densham som låg etta inför avslutningen ställde upp trots kraftig förkylning, men tvingades bryta i loppet. Deltävlingen vanns av Anne Haug och Lisa Nordén kom på fjärde plats. Genom detta vann Lisa Nordén världsmästartiteln på olympisk distans i triathlon 2012 före Anne Haug, Tyskland, och Andrea Hewitt, Nya Zeeland. Slutställningen i VM blev:
1. Lisa Nordén, Sverige, 4531 poäng.
2. Anne Haug, Tyskland, 4340 poäng.
3. Andrea Hewitt, Nya Zeeland, 3893 poäng.
4. Barbara Riveros Diaz, Chile, 3707 poäng.
5. Erin Densham, Australien, 3611 poäng.
Hon vann detta år Skånebragden för tredje gången.

### Senare år

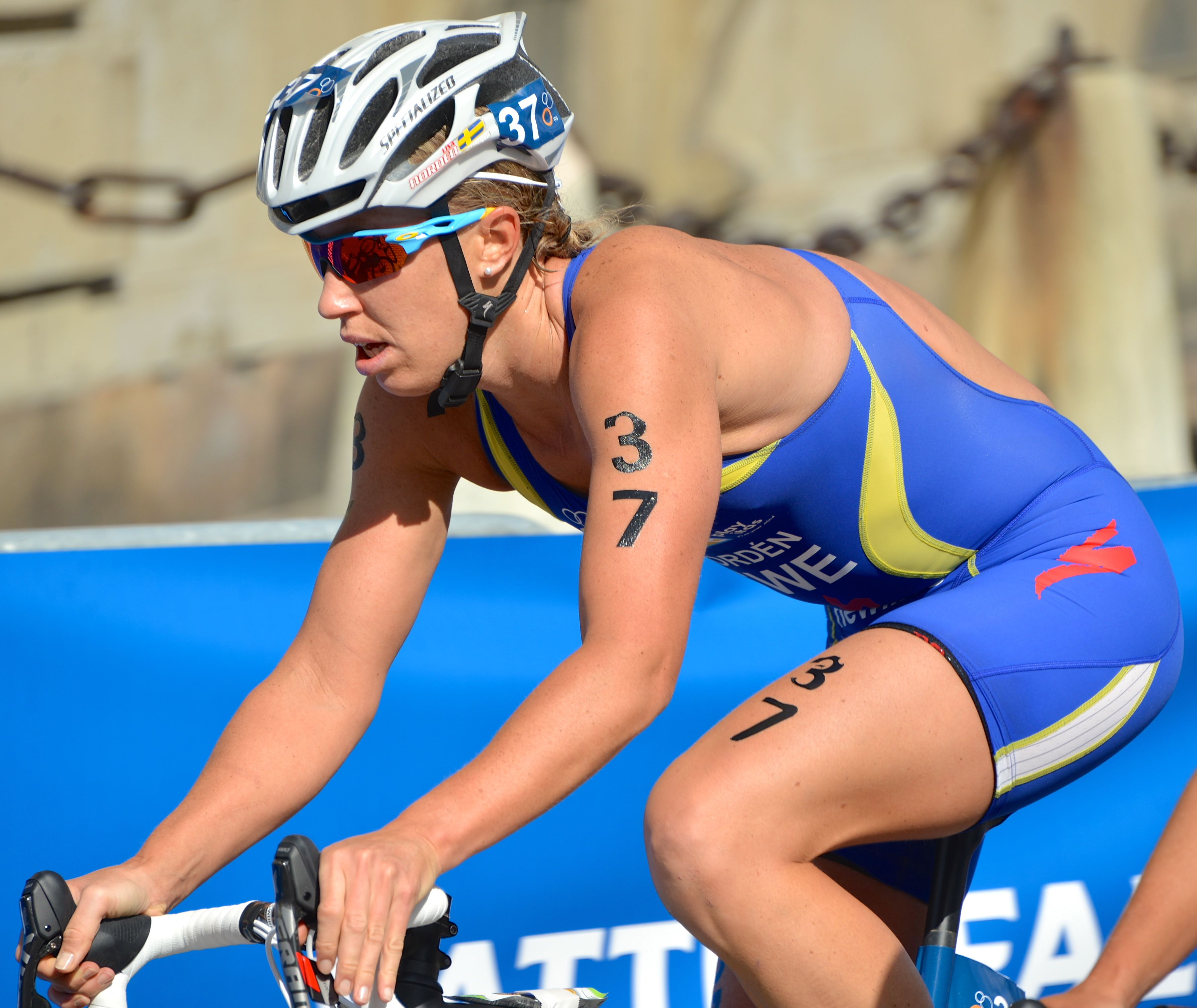
Lisa Nordén i Vattenfall World Triathlon Stockholm 2013.

På Idrottsgalan 2013 tog Lisa Nordén emot Svenska Dagbladets guldmedalj och blev också vinnare av Jerringpriset. Hon vann dessutom pris för årets kvinnliga idrottare och årets prestation.

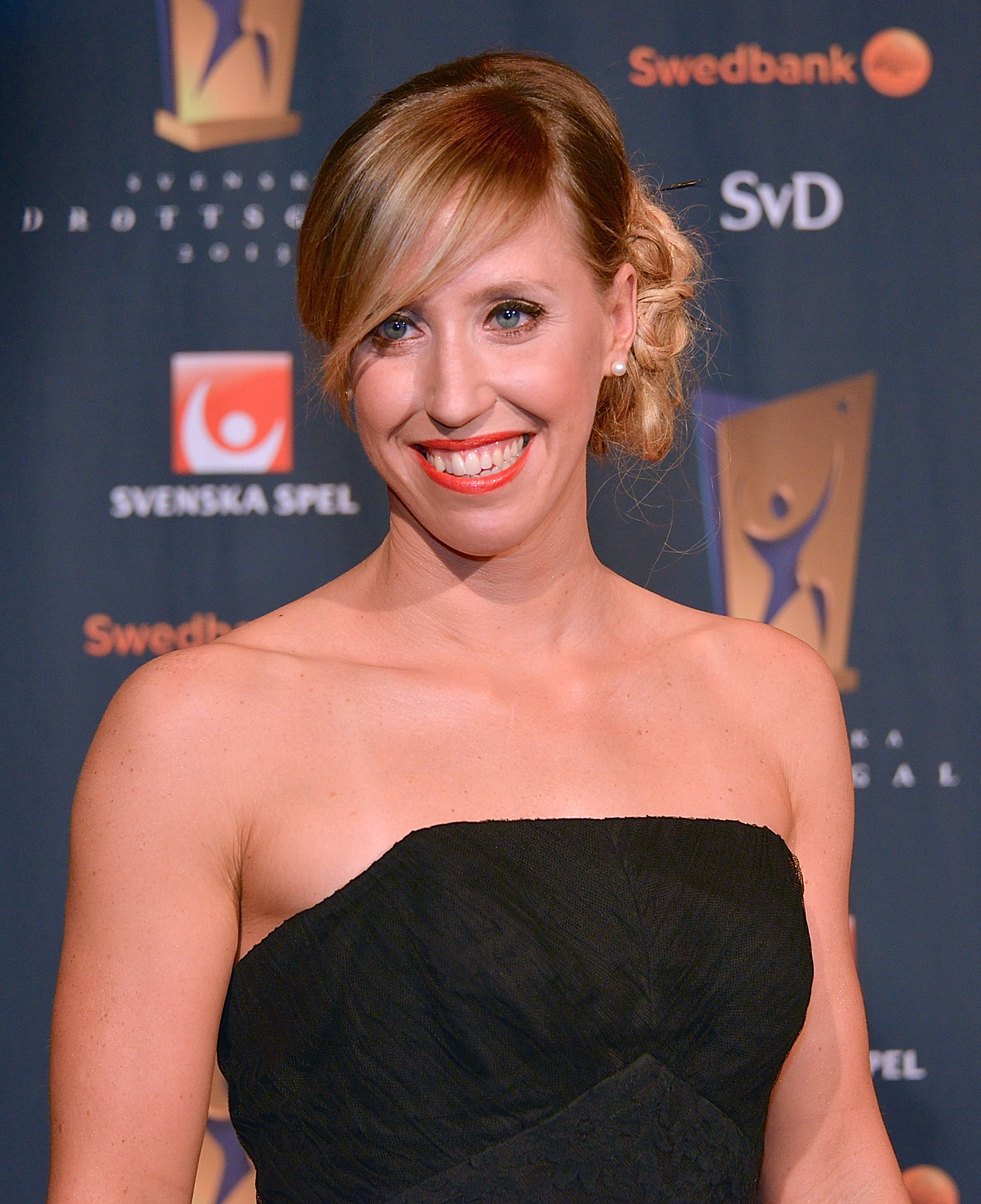
Lisa Nordén på Idrottsgalan den 14 januari 2013 - vinnare av Jerringpriset.

Den 12 april 2013 vann hon Challenge Fuerteventura - en tävling på halva Ironmandistansen, och den 23 juni Ironman 70.3 Syracuse, på samma distans.
I VM på halv Ironman, i Las Vegas 8 september 2013, kom hon på 8:e plats. I EM på triathlon 2015 tog hon brons.
Hon fick problem med en långvarig fotskada som gjort att hon fått dra ner på löpningen,och i stället tränat mer på cykel.
Hon har tagit flera SM-guld i cykel.
Omkring 2020 har hennes fot blivit bra, och hon satsade på långdistanstriathlon. Hon kom på 6:e plats i Ironman-VM 2021 (kördes våren 2022) och på 5:e plats i Ironman-VM 2022.

## Övriga meriter
- Seger i en av VM-seriens deltävlingar, i Yokohama[3], augusti 2009, samt fyra andraplatser 2009.
- Seger i en av VM-seriens deltävlingar 2010, i Hamburg[6], samt en andraplats.
- Seger i en tävling i världscupen hösten 2008, samt två pallplatser 2008. [källa behövs]
- Totalt femma i världscupen 2008. [källa behövs]
- Seger i två tävlingar i USA (Los Angeles och Dallas) i oktober 2009, med världseliten på plats. [källa behövs]
- Seger i en halvironman-tävling i Australien 2004.[22]

SM
- Svensk juniormästare över olympisk distans 2003 och 2004 samt över sprintdistans 2003 och 2004, i samtliga dessa fall med bättre tid än bästa damsenior.[23][24]

Övrigt
- Cykel: SM-guld i lagtempo 2004 med Kristianstad CK (övriga i laget; Tove Wiklund, Lina Karlsson).[25]
- Löpning: Trea i Tjejmilen 2006, samt tvåa 2010, båda gånger med svenska eliten med i loppet. [26]
- Svenska Dagbladets guldmedalj 2012.
- Jerringpriset 2013.
- Cykel: SM-guld 2017, 2018, 2019 och 2020, och silver 2013, i tempolopp. [27][28]
- Cykel: SM-guld 2019, och silver 2018, i linjelopp. [29]